# Milton Pessanha
Milton Bororo Pessanha, mais conhecido como Milton Pessanha (Campos dos Goytacazes, 11 de novembro de 1932 — Rio de Janeiro, 3 de março de 1993), foi um futebolista brasileiro que atuou como meia.

## Carreira
Milton Bororó era boêmio e teve durante sua vida vários relacionamentos amorosos, inclusive com a cantora Elza Soares. Era presença garantida no Bar Recreio dos Amigos do empresário campista Pedro Paulo, onde contava para quem quisesse ouvir suas histórias no mundo da bola.

## Títulos
Flamengo
- Campeonato Carioca - 1955

Grêmio
- Campeonato Gaúcho - 1957, 1958, 1959, 1960, 1962, 1963, 1964